# ロジック (企業)
株式会社ロジックは、近距離無線通信とICタグを使用した介護事業所向けシステム、および建築向け3DCADシステムの開発/販売を行っている会社。1995年5月に石川県金沢市にて創業。

## 沿革
- 1995年5月：株式会社ロジック設立。
- 1996年3月：建築プレゼン積算ソフト「ＥＳＴＯＯＬ」リリース。
- 1999年3月：建築ASPサービス「アスカネット」運営開始。地方工務店向けに低価格でソフトウェアをレンタルするサービス。
- 2000年8月：ホームプランニングソフト「イエスマイハウス」をフリーウェアとしてリリース。3ヶ月で20万ダウンロード。窓の杜大賞2000年にノミネート。
- 2009年10月：「イエスマイハウス2010」リリース。
- 2010年12月：訪問介護・訪問看護支援システム「Care-wing 介護の翼」をリリース。
- 2013年4月：「Care-wing 介護の翼」がMCPC Award 2013 モバイル中小企業賞を受賞。
- 2016年8月：東京支店を東京都千代田区に開設。
- 2017年3月：シリーズAラウンドで、総額1億5,000万円の調達を実施。引受先はグローバル・ブレイン株式会社、ＳＭＢＣベンチャーキャピタル株式会社等。
- 2018年4月：大阪支店を大阪府大阪市北区に開設。

## 主なサービス
- 訪問介護・訪問看護支援システム「Care-wing 介護の翼」
- 建築業ASPサービス「アスカネット」
- ホームプランニングソフト「イエスマイハウス」

## 拠点一覧
- 金沢本社 - 石川県金沢市新保本3-21
- 東京支店 - 東京都千代田区大手町1-3-1JAビル13階
- 大阪支店 - 大阪市北区天神橋2-3-8 MF南森町ビル3F